# Wheels of Terror
Wheels of Terror (conocida también como Terror en Copper Valley, y exhibida en España como Muerte sobre ruedas) es una película para televisión producida por MCA Television Entertainment en 1990. La película fue protagonizada por Joanna Cassidy y Marcie Leeds quien fue nominada a un Young Artist Award como mejor actriz en un especial para cable. La película fue dirigida por Christopher Cain.

## Argumento
La historia se centra en un pequeño pueblo en Arizona, llamado Copper Valley en el que el conductor de un Black Dodge Charger de color negro empieza a secuestrar, acosar y violar a niñas pequeñas. Pero cuando Stephanie, la hija de una conductora de autobús llamada Laura, es secuestrada por este extraño, Laura deberá correr todos los riesgos con tal de salvar a su única hija.

## Elenco
- Joanna Cassidy es Laura
- Marcie Leeds es Stephanie
- Gary Carlos Cervantes es Luis
- Arlen Dean Snyder es Detective Drummond
- Henry Max Kendrick es Kellogg